# Karl Friedrich Reiche
Karl Friedrich Reiche nació en Dresde el 31 de octubre de 1860 y murió en Múnich el 26 de febrero de 1929. Fue un botánico y profesor alemán.

## Biografía
Más conocido como Carlos Reiche en Chile, obtuvo el Doctorado en Filosofía por la Universidad de Leipzig en 1885. Profesor en Dresde (1886-1889) y en Constitución (Chile) (1889-1896).
Director de la sección Botánica del Museo Nacional de Historia Natural de Chile en Santiago (1896-1911), cuando Rodolfo Amando Philippi era director. Allí publica en el Boletín del Museo, en los Anales de la Universidad de Chile y paralelamente seis tomos de los Estudios críticos de la Flora de Chile, obra que quedó incompleta. Aunque formalmente se le reconoce como único autor de esta obra, probablemente también colaboraron Federico Philippi y F. Johow. Al dejar el Museo de Historia Natural, asume un puesto como profesor de Botánica en la Escuela de Altos Estudios México (1911-1923), En 1911 es nombrado miembro correspondiente de la Sociedad Alemana de Botánica (Deutsche Botanische Gesellschaft).

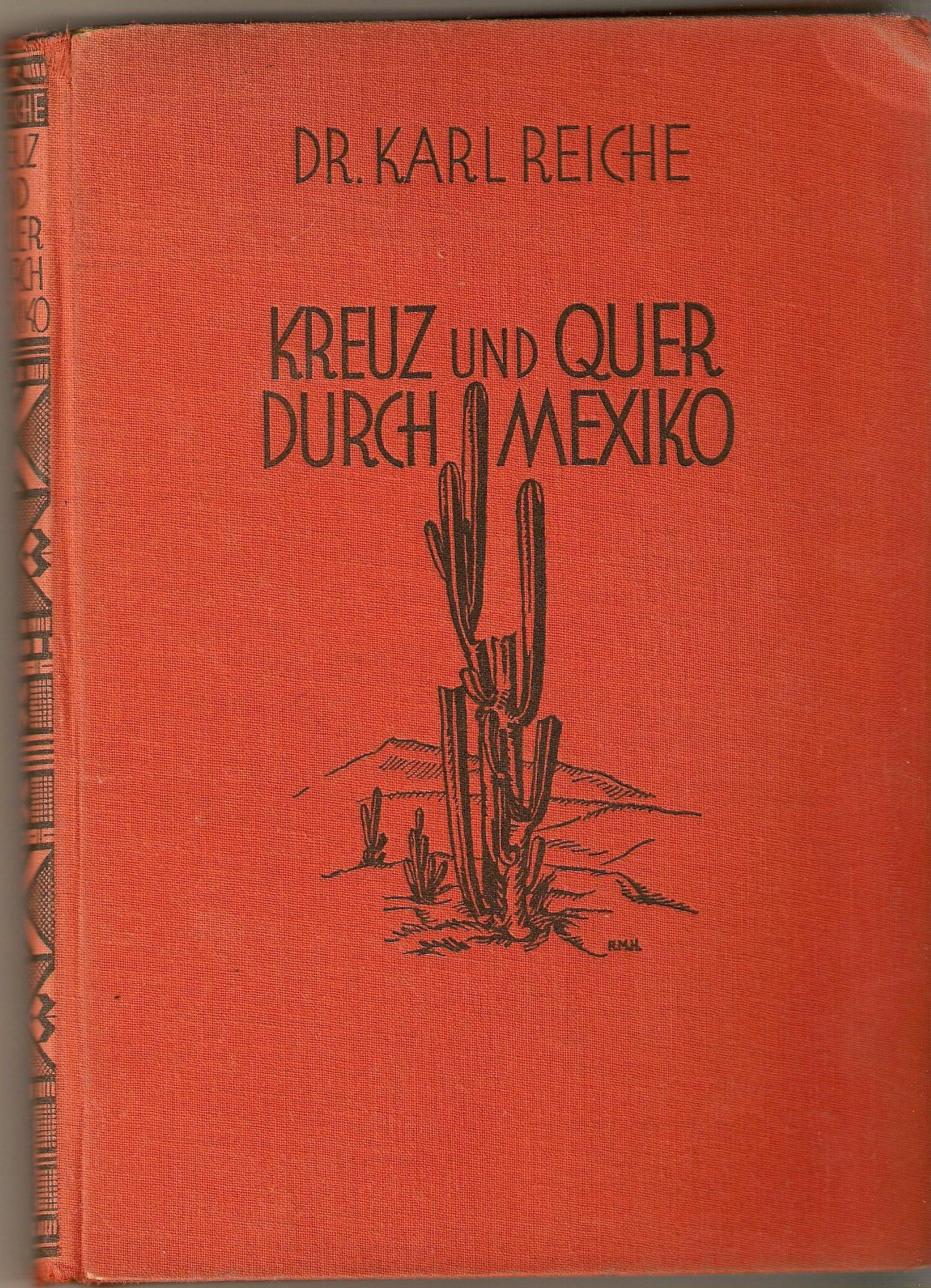
Una de sus obras.

Desde 1924 labora en Múnich, finalmente como investigador independiente en la Botanische Staatssammlung. En 1926 vuelve a México a completar su obra y acabar un trabajo como el emprendido para la flora chilena. En 1928 dirige la sección fanerogamia en el Herbario Estatal en München Nymphenburg

## Obra
- La vegetación de los alrededores de la capital de México, 1924

- Flora excursoria en el Valle Central de México, 1926

- '"Kreuz und quer durch Mexiko" in Wanderbuch eines deutschen Gelehrten. Leipzig: Deutsche Buchwerkstätten GmbH 1930

- Grundzüge der Pflanzenverbreitung in Chile. Tomo VIII Engler y Drude Vegetation der Erde. (Reiche K. 1937. Geografía Botánica de Chile. Traducido por Gualterio Looser, Santiago, Chile. Universitaria)

- Estudios críticos de la Flora de Chile. Anales de Universidad de Chile. Disponible en línea http://www.efloras.org/

- Geografía botánica de Chile, 1934

## Honores

### Epónimos
Eberhard Max Leopold Kausel le dedica el género Reichea Kausel, el lucumillo hoy incluido en Myrcianthes O.Berg y Ferdinand Albin Pax hace lo propio con Reicheella Pax.
- La abreviatura «Reiche» se emplea para indicar a Karl Friedrich Reiche como autoridad en la descripción y clasificación científica de los vegetales.[8]